# Egylényegűség
Az egylényegűség (görögül: ὁμοούσιος, homoousziosz, latinul: consubstantialis; mindkettő jelentése ’egylényegű’, ’azonos lényegű’) a kereszténységben a krisztológiai doktrína kulcsfogalma, amelyet a 325-ös nikaiai zsinaton fogalmaztak meg annak megerősítésére, hogy a Fiú és az Atyaisten egylényegű. Alexandriai Atanázhoz köthető, aki azt a nézetet vallotta, hogy az Atyaisten és a Fiúisten lényegileg azonos. Ugyanezt a kifejezést a 4. századtól a Szentlélekre is alkalmazták, hogy „lényegében azonos” az Atyával és a Fiúval. Ez a nézet a nikaiai kereszténység teológiájának sarokkövévé vált, és az egyik legfontosabb teológiai nézetet képviseli a kereszténység fő áramlatának a Szentháromságról alkotott doktrinális felfogásában.

## Etimológia
Az ógörög ὁμοούσιος (homoousziosz) szó a ὁμός (homosz) ’azonos’ és az οὐσία (ouszia) ’lény’, ’lényeg’, ’szubsztancia’ szavak összetétele.

## Történet
260 körül vita támadt Róma és Alexandria püspökei között; amelyben az egylényegűség volt kiemelkedő. A kérdést az antiókhiai zsinat (264-272) is vitatta; és úgy tűnik, hogy az atyák elutasították a homoousziont, sőt odáig mentek, hogy a heteroousziont javasolták.
Arius (i. sz. 280 – 336) és követői, az ariánusok tanítása szerint Krisztus, vagyis a Fiúisten és az Atyaisten eltérő lényegű (ἑτεροούσιος (heteroousziosz) = ’eltérő lényegű’).
Az első nikaiai zsinatot (325) Konstantin császár elnökletével hívták össze, hogy feloldják az egyházon belüli vitát az isteni személyek egymás közötti kapcsolatáról. 
A zsinat elvetette Arius tanítását, és ariánus-ellenes formulaként a császár felszólítására  kimondta azt az ortodox tant, amely szerint a Fiú egylényegű az Atyával (homoousziosz) szubsztanciájuk azonos, de személyükben különböznek. 
A zsinaton kidolgozott hitvallás véget akart vetni a vitának, de az arianizmus befolyása évszázadokig megmaradt az egyházban.
A nikaiai hitvallást II. Constantius nyomására újra elvetették (milánói zsinat, 355). A császárok 335-től 378-ig többnyire az ariánus nézeteket pártfogolták.
381-ben I. Theodosius császár összehívta a 2. egyetemes zsinatot (I. konstantinápolyi zsinat), amely kidolgozta és megerősítette a korábbi hitvallást, és általánosan kötelező érvényűnek nyilvánították a Római Birodalomban.
Későbbi szemiariánus nézetek az Atyaistent és a Fiúistent hasonló (de továbbra sem azonos) lényegűnek (ὁμοιούσιος /homoiousziosz/ ’hasonló lényegű’ = ὅμοιος /homoiosz/ ’hasonló’ + οὐσία (ouszia) ’lény[eg]’) tekintették.
A kora újkori reformáció során ismét megjelentek az antitrinitárius csoportok, amelyek ellentmondtak a nikaiai és a nikaiai-konstantinápolyi hitvallás dogmáinak. Az unitáriusok a radikális reformáció antitrinitáriusai közül kerültek ki. 
Később más antitrinitárius csoportok is megjelentek, mint például a krisztadelfiánusok, a Jehova Tanúi és a mormonok.